# Ponte Visconteo
Viscontijev most (italijansko Ponte Visconteo) je srednjeveški jez in mostni grad, konstrukcija trdnjavskega značaja. Nahaja se v italijanski regiji Benečija, v bližini naselja Valeggio sul Mincio, v majhni vasi mlinov Borghetto.

## Opis
Stavba je dolga 650 metrov in približno 21 m široka, 100 000 m³ zemlje je bilo vgrajene v nasip jezu. Razteza se v smeri vzhod-zahod čez dolino reke Mincio in premošča reko, kanal Virgilio in nekaj manjših cest in vodnih poti. Na jezu so ruševine treh utrdb, katerih središče je v bližini reke.
Ponte Visconteo v tlorisu:
Od leve (W) proti desni (O) prečkajo:
- Kanal Virgilio z vzporedno potjo 
- Mincio- obvoz-kanal
- Reka Mincio
- Stara železniška proga (Mantova-Peschiera del Garda)
- Kanal Seriola

## Zgodovina
Viscontijev most je bil zgrajen med letoma 1393-1395 po naročilu milanskega vojvode Gian Galeazzo Viscontija. Gradnja je vodi trdnjavski mojster graditelj Dominico da Firenze. Jez je moral preusmeriti vodo iz reke Mincio in s tem mestu Mantovi odtegnil vodo. Upali so, da bo Mantova brez vodnega jarka, ki se je napaja iz Mincie, lažje osvojljiva. Tehnični zapleti in zgodovinski dogodki so to preprečili, toda ta načrt je bil vseeno izveden. Samo 10 let je bil sistem strateškega pomena, potem pa opuščen in prepuščen propadu.

## Spremembe
Leta 1920, je bil v sistem dodan železen most, ki omogoča današnjemu avtomobilskemu prometu prečkanje reke Mincio. Lokalna cesta št. 3 obratuje neposredno skozi srednjeveške zgradbe.

## Razvoj
Čeprav je bilo v zadnjem času izvedenih nekaj restavratorskih posegov, je varstveno stanje še vedno kritično. Leta 2007 je bil Viscontijev most vključen na seznam 100 ogroženih spomenikov World Monuments sklada (WMF).